# Cetola ligniferata
Cetola ligniferata là một loài bướm đêm trong họ Noctuidae.